# Chiến dịch Znamenka-Krivoy Rog
Chiến dịch Znamenka-Krivoy Rog là một chiến dịch đệm của Quân đội Liên Xô giữa các Chiến dịch giải phóng Ukraina bên tả ngạn và Chiến dịch tấn công hữu ngạn Dniepr, kéo dài hơn 1 tháng, từ ngày 15 tháng 10 đến ngày 23 tháng 12 năm 1943. Cuối năm 1943, tất cả 19 tập đoàn quân thuộc 5 Phương diện quân Liên Xô đã tiến đến sông Dniepr. Ở phía Bắc, Phương diện quân Ukraina 1 đang đột phá vào Kiev và tổ chức phòng ngữ giữ vững bàn đạp này. Ở phía Nam, Phương diện quân Ukraina 4 đã tiến đến cửa sông Dniepr.
Mục tiêu ban đầu của Quân đội Liên Xô là đánh chiếm các thành phố Kirovograd và Krivoy Rog, mở đường tiến sâu về hướng biên giới Liên Xô - Romania. Nhưng Quân đội Đức Quốc xã dưới sự chỉ đạo của Adolf Hitler vẫn không có ý định bỏ lại miền Nam Ukraina vì ba lý do kinh tế, quân sự và chính trị. Thứ nhất, Krivoy Rog là khu công nghiệp cuối cùng ở Ukraina mà nước Đức Quốc xã còn chiếm đóng. Thứ hai, khúc cong lớn cuối cùng của sông Dniepr trước khi ra biển Đen tự nó tạo ra một chỗ lồi đe dọa Phương diện quân Ukraina 4 đang hoạt động ở tả ngạn hạ lưu con sông này. Thứ ba, nếu giữ được Nam Ukraina, nước Đức Quốc xã có thể phục hồi các thế lực chống Xô Viết vốn đã bị đánh tan sau cuộc chiến chống Vrangen năm 1918 của Hồng quân Liên Xô cũng như nâng đỡ cho nhóm vũ trang li khai Bandera hoặc kích động Romania đòi lại vùng Bắc Bukovina (nay phần lớn thuộc Moldavia). Tuy nhiên, do quá tập trung vào các vấn đề quân sự nên yếu tố chính trị đã bị nước Đức Quốc xã coi nhẹ.
Vì vậy, trong một cuộc chiến tranh tổng lực, yếu tố chính trị đã được quân đội Liên Xô chú trọng tối đa khi họ đang tiến nhanh đến biên giới quốc gia sau năm 1940. Vả lại, quân đội Đức Quốc xã khó có thể tạo ra các những tác động đáng kể về chính trị do họ liên tục thua trận trên cả Mặt trận phía Đông, mặt trận Bắc Phi và mặt trận Nam Italia. Thế nên, việc giữ khu vực Kirovograd - Krivoy Rog chỉ có ý nghĩa tạo thêm thời gian cho quân đội Đức Quốc xã củng cố lại tuyến phòng thủ mà trên tuyến này, chính họ đã phát động cuộc tấn công Liên Xô gần hai năm rưỡi trước đó.
Do phải san sẻ cho cánh Bắc của Cụm tập đoàn quân Nam trong chiến dịch phản công nhằm tái chiếm Kiev, các tập đoàn quân 6, 8 và Tập đoàn quân xe tăng 1 (Đức) càng thêm suy yếu và không thể ngăn cản Quân đội Liên Xô chiếm lĩnh thêm một bàn đạp đầu cầu rất lớn trên hữu ngạn sông Dniepr phía hạ lưu. Dù chưa đánh chiếm được Kirovograd và Krivoy Rog trong hành tiến nhưng việc chiếm được khu vực bàn đạp đầu cầu Znamenka - Pyatikhatka cũng đã là quá đủ để các phương diện quân Liên Xô triển khai Chiến dịch Korsun-Shevchenko và một loạt các hoạt động tấn công trên hữu ngạn sông Dniepr.

## Tình huống mặt trận
Ngày 29 tháng 9 năm 1943, Tập đoàn quân cận vệ 5 (Liên Xô) đánh chiếm thành phố Kremenchuk trong hành tiến, phá vỡ một đầu cầu quan trọng của quân đội Đức Quốc xã trên bờ đông sông Dniepr và đánh chiếm một bàn đạp nhỏ ở khúc cong của sông Dniepr giữa Kremenchuk và thị trấn Deryevka. Trước đó, ngày 27 tháng 9, Tập đoàn quân 53 (Liên Xô) phối hợp với Tập đoàn quân 37 vượt sông Dniepr trong hành tiến, đánh chiếm một bàn đạp lớn ở khu vực Kutsevolovka - Annovka rộng 25 km, sâu 5 km. Ngày 30 tháng 9, Quân đoàn bộ binh 52 và Quân đoàn xe tăng 57 (Đức) tổ chức hai trận phản đột kích vào căn cứ bàn đạp này nhưng đều bị đẩy lùi. Ở cánh Bắc của Phương diện quân Ukraina 3, Tập đoàn quân 46 cũng chiếm được một căn cứ bàn đạp nhỏ tại khu vực Auly phía Tây thị trấn Nizhni Dnieprovsk trong khi Tập đoàn quân cận vệ 1 không thể vượt sông sang thành phố Dniepropetrovsk. Ở phía Nam, các tập đoàn quân cận vệ 3, 8 đang dừng lại trước các cụm cứ điểm Bekkerovka (???) và Mokraya (???), và buộc phải tổ chức các trận đánh công kiên vào Zhaporozhe.
Ngày 30 tháng 9 năm 1943, đại bộ phận Cụm tập đoàn quân Nam (Đức) đã rút hết sang bờ Tây sông Dniepr và vội vã thiết lập nhánh phía Nam của "Phòng tuyến Panther-Wotan" trên chính diện dài gần 2.200 km dọc con sông này. Quân Đức chỉ còn lại duy nhất một bàn đạp lớn ở khu vực phía Đông sông Dniepr đến sông Molochnaya. Nhưng đến cuối tháng 10, khu vực này cũng bị Phương diện quân Ukraina 4 đánh chiếm, chỉ chừa lại dải đầm lầy hẹp từ Vasilevka đến Gornostaevka. Trên đoạn sông Dniepr từ Cherkassy đến Zhaporozh, 4 quân đoàn xe tăng Đức được rải ra bố trí xen kẽ với các quân đoàn bộ binh Đức theo chiến thuật bộ binh trước, xe tăng sau. Tuy nhiên, lực lượng này không còn đủ biên chế do phải san sẻ 2 sư đoàn xe tăng và 1 sư đoàn cơ giới cho cánh Bắc phản công nhằm chiếm lại Kiev và hỗ trợ cho Tập đoàn quân 6 giữ sườn phía Nam chỗ lồi Kirovograd - Krivoy Rog - Nikolayev.

## Binh lực và kế hoạch

### Quân đội Liên Xô

#### Cơ cấu và bố trí
Đến ngày 20 tháng 10 năm 1943, trên đoạn trung lưu sông Dniepr từ ngã ba hợp lưu giữa sông Ros với sông Dniepr đến Vasilevka dài trên 500 km có hai phương diện quân Liên Xô tham chiến. Tổng cộng binh lực có 13 tập đoàn quân binh chủng hợp thành, 1 tập đoàn quân xe tăng, 2 tập đoàn quân không quân, 3 quân đoàn cơ giới độc lập và các đơn vị kỹ thuật, hậu cần.
Phương diện quân Ukraina 2 chiếm lĩnh chính diện mặt trận từ phía Bắc Cherkassy đến Verkhne Dnieprovsk.
Tư lệnh: Đại tướng I. S. Konev.
Tham mưu trưởng: Trung tướng M. V. Zakharov
Trong biên chế có:
- Tập đoàn quân cận vệ 4 của trung tướng I. V. Galanin, gồm các quân đoàn bộ binh cận vệ 20, 21 và quân đoàn cơ giới cận vệ 3.
- Tập đoàn quân cận vệ 5 của trung tướng A. S. Zhadov, gồm các quân đoàn bộ binh cận vệ 32, 33 và trung đoàn pháo tự hành 123.
- Tập đoàn quân cận vệ 7 của trung tướng M. S. Sumilov, gồm các quân đoàn bộ binh cận vệ 24, 25, sư đoàn bộ binh 303 và lữ đoàn xe tăng cận vệ 27.
- Tập đoàn quân 37 của trung tướng M. N. Sharokhin, gồm quân đoàn bộ binh cận vệ 27, các quân đoàn bộ binh 57 và 82.
- Tập đoàn quân 52 của trung tướng K. A. Koroteev, gồm các quân đoàn bộ binh 73, 78, sư đoàn bộ binh 294 và lữ đoàn xe tăng 173.
- Tập đoàn quân 53 của trung tướng I. M. Managarov, gồm các quân đoàn bộ binh 18, 49, 57 và trung đoàn cơ giới 34.
- Tập đoàn quân 57 của trung tướng N. A. Gaghen, gồm các quân đoàn bộ binh 9, 64 và 68; được tăng cường Lữ đoàn xe tăng 96.
- Tập đoàn quân xung kích 5 của trung tướng V. D. Tsvetayev gồm các sư đoàn bộ binh 4, 87, 300, 315 và quân đoàn cơ giới 7.
- Quân đoàn bộ binh cận vệ 9 (độc lập) của thiếu tướng A. A. Boreyko gồm các sư đoàn bộ binh cận vệ 9 và 20.[6]
- Tập đoàn quân không quân 5 của trung tướng S. K. Goryunov.
- Trong quá trình chiến dịch, Phương diện quân được tăng cường Tập đoàn quân xe tăng cận vệ 5 của trung tướng P. A. Rosmitrov gồm Quân đoàn xe tăng cận vệ 18, Quân đoàn xe tăng cận vệ 29 và Quân đoàn cơ giới cận vệ 5[7]

Phương diện quân Ukraina 3 chiếm lĩnh chính diện mặt trận từ Verkhne Dnieprovsk đến Vasilevka
Tư lệnh: Thượng tướng R. Ya. Malinovsky.
Tham mưu trưởng: Trung tướng F. K. Korzhnyevich
Trong biên chế có:
- Tập đoàn quân cận vệ 1 của trung tướng A. A. Grechko gồm các quân đoàn bộ binh cận vệ 6, 28, Quân đoàn xe tăng 18 và sư đoàn bộ binh 153.[8]
- Tập đoàn quân cận vệ 3 của trung tướng D. I. Ryabyshev gồm các quân đoàn bộ binh cận vệ 8, 14, các lữ đoàn cơ giới cận vệ 1 và 22.
- Tập đoàn quân cận vệ 8 của thượng tướng V. I. Chuikov gồm các quân đoàn bộ binh cận vệ 4, 29, Lữ đoàn xe tăng 11 và lữ đoàn cơ giới cận vệ 10[9]
- Tập đoàn quân 6 của trung tướng I. T. Slemin, gồm các quân đoàn bộ binh 60 và 66.
- Tập đoàn quân 12 của trung tướng A. I. Danilov gồm các sư đoàn bộ binh 172, 203, 244, 333 và 350. Ngày 10 tháng 11, Tập đoàn quân này giải thể, bàn giao các sư đoàn cho Tập đoàn quân 6 để thành lập Quân đoàn bộ binh 60.
- Tập đoàn quân 46 của trung tướng V. V. Glagolev gồm Quân đoàn bộ binh cận vệ 5, Quân đoàn bộ binh 34, Quân đoàn xe tăng cận vệ 4, các trong đoàn pháo tự hành 52 và 187.
- Tập đoàn quân không quân 17 của trung tướng V. A. Sudet.

#### Kế hoạch hành động
Ngày 11 tháng 10, sau khi xem xét kế hoạch tấn công của I. S. Konev, Nguyên soái G. K. Zhukov đồng ý với phần lớn lịch trình các cuộc tấn công của Phương diện quân Ukraina 2. Tuy nhiên, nhận thấy mức độ đột phá ở các căn cứ đầu cầu chưa bảo đảm chiều sâu chiến dịch, Zhukov đề nghị Konev rút Tập đoàn quân cận vệ 5 khỏi căn cứ đầu cầu phía trước Gradizhsk và điều nó đến khu vực Deryevka và đột phá theo sau đội hình Tập đoàn quân xe tăng cận vệ 5. Ở phía Nam, do Quân đoàn bộ binh 17 (Đức) đã quá suy yếu, chỉ cần Tập đoàn quân cận vệ 3 cũng đủ để đánh chiếm Zhaporozh trong khi Quân đoàn xe tăng 40 (Đức) còn ở bên kia sông Dniepr; Zhukov đề nghị Tập đoàn quân cận vệ 8 đổi chỗ cho Tập đoàn quân 6 (mới được sáp nhập các đơn vị của Tập đoàn quân 12 bị giải thể). Tập đoàn quân cận vệ 3 sẽ phối hợp với Tập đoàn quân 6 đánh chiếm Zhaporozh. Còn Tập đoàn quân cận vệ 8 sẽ được sử dụng để đột phá từ khu vực đầu cầu Voiskoye sang phía Đông, một bộ phận phát triển lên phía Bắc tấn công Dniepropetrovsk từ phía Nam.
Ý định ban đầu của I. S. Konev là hợp vây cụm quân Đức tại Dniepropetrovsk sau đó đột kích thẳng vào Krivoi Rog, chia cắt toàn bộ cánh Nam của Tập đoàn quân xe tăng 1 (Đức) và cô lập chúng ở chỗ lồi Nikopol - Marganets. Để che chở cho cánh Bắc của chiến dịch, các Tập đoàn quân cận vệ 4 và 52 cũng phải tổ chức vượt sông từ đầu cầu mà quân du kích Ukraina tạo được Tây Bắc Cherkassy, đánh chiếm Smela (Smila) và phát triển xuống phía Đông Nam. Tuy nhiên, Tổng tham mưu trưởng A. M Vasilevsky (lúc này đang chỉ đạo hoạt động của các phương diện quân Ukraina 3 và 4) đã cảnh báo trước rằng các hoạt động tấn công của hai phương diện quân này chỉ có thể bắt đầu sau khi thủ tiêu bàn đạp Nokopol của Tập đoàn quân 6 (Đức) và việc này không thể sớm hơn tháng 12 do quân Đức đang tập kích ác liệt vào Tập đoàn quân xung kích 5 (Liên Xô). Tướng I. S. Konev cho đây là thời cơ tốt để hàng động sớm vì khi Kryvoy Rog đã nằm trong tay quân đội Liên Xô, mối đe dọa từ bàn đạp Nikopol sẽ tự nhiên được gỡ bỏ.

### Quân đội Đức Quốc xã

#### Bố trí binh lực
Cánh Nam của Cụm tập đoàn quân Nam (Đức) bố trí trên trận tuyến dài hơn 900 km đối diện với hai phương diện quân Liên Xô cũng có binh lực khá mạnh với 4 quân đoàn xe tăng và 4 quân đoàn bộ binh, được bố trí chủ yếu dọc theo theo sông Dniepr:
Tập đoàn quân 8 (AOK 8), còn gọi là cụm quân Wöhler (Armeegruppe Wöhler) được tái lập ngày 22 tháng 8 năm 1943, do thượng tướng bộ binh Otto Wöhler chỉ huy. Biên chế gồm có:
- Quân đoàn xe tăng 3 do các tướng Heinz Ziegler (tháng 10-1943), Friedrich Schulz (tháng 11-1943) và Hermann Breith lần lượt chỉ huy, gồm:
  - Sư đoàn xe tăng 3,
  - Sư đoàn xe tăng 6,
  - Sư đoàn xe tăng 10 (chuyển binh chủng từ Sư đoàn mô tô cơ giới 10),
  - Sư đoàn xe tăng 11,
  - Sư đoàn xe tăng 14 (tái lập, mới chuyển từ lực lượng dự bị miền Tây nước Pháp sang),
  - Sư đoàn 376 mới chuyển từ Cụm Tập đoàn quân "D" (Hà Lan) sang[12].
- Quân đoàn bộ binh 11 (tái lập sau khi bị đánh tan trong trận Stalingrad) do các tướng Erhard Raus (đến ngày 1 tháng 11 năm 1943) và Wilhelm Stemmermann lần lượt chỉ huy. Trong biên chế có:
  - Sư đoàn bộ binh 72,
  - Sư đoàn bộ binh 57,
  - Sư đoàn bộ binh 167 (1/3 quân số)
  - Sư đoàn xe tăng 5 SS "Wiking",
  - Lữ đoàn bộ binh tình nguyện SS.
- Quân đoàn bộ binh 42 do tướng Franz Mattenklott chỉ huy (đầu tháng 10 được chuyển đi tăng cường cho Quân đoàn xe tăng 48 phản công tại Kiev)
- Quân đoàn cơ giới 47 do các tướng Rudolf von Bünau và Nikolaus von Vormann lần lượt chỉ huy, trong biên chế có:
  - Sư đoàn xe tăng 9
  - Sư đoàn bộ binh 320,
  - Sư đoàn bộ binh 106,
  - Sư đoàn bộ binh 167 (2/3 quân số),
  - Sư đoàn bộ binh 262,
  - Sư đoàn bộ binh 282,
  - Sư đoàn bộ binh 389.

Tập đoàn quân xe tăng 1 do thượng tướng Hans-Valentin Hube chỉ huy. Biên chế gồm có:
- Quân đoàn xe tăng 40 do tướng Ferdinand Schörner chỉ huy, trong biên chế có:
  - Sư đoàn xe tăng 13 đóng ở Krivoy Rog,
  - Sư đoàn xe tăng 17 đóng ở Nikopol.
  - Sư đoàn bộ binh 333,
  - Sư đoàn bộ binh 257 (điều động từ Britagne-Pháp sang tháng 1 năm 1943)
- Quân đoàn bộ binh 30 do thượng tướng Maximilian Fretter-Pico chỉ huy, trong biên chế có:
  - Sư đoàn bộ binh 46 đóng ở Krivoy Rog,
  - Sư đoàn bộ binh 304,
  - Sư đoàn bộ binh 306.
- Quân đoàn xe tăng 57 do tướng Hans-Karl Freiherr von Esebeck chỉ huy, trong biên chế có:
  - Sư đoàn xe tăng 9,
  - Sư đoàn xe tăng 23
  - Sư đoàn cơ giới Đại Đức (Panzer-Grenadier-Division Großdeutschland)
  - Sư đoàn xe tăng 3 SS "Đầu lâu" ("Totenkopf") (đầu tháng 10 được rút lên hướng Kiev)
  - Sư đoàn bộ binh 15,
  - Sư đoàn bộ binh 62,
  - Sư đoàn bộ binh 294.
- Quân đoàn bộ binh 52 do các tướng Erich Buschenhagen và Hans-Karl von Scheele lần lượt chỉ huy, trong biên chế có:
  - Sư đoàn bộ binh 76 (tái lập sau trận Stalingrad)
  - Sư đoàn bộ binh 384,
  - Sư đoàn đổ bộ đường không 2.
- Quân đoàn bộ binh 17 do tướng Hans Kreysing chỉ huy, trong biên chế có:
  - Sư đoàn bộ binh 123,
  - Sư đoàn bộ binh 125,
  - Sư đoàn bộ binh 294.

#### Kế hoạch phòng thủ
Do các hoạt động tích cực của Quân đội Liên Xô tại khu căn cứ đầu cầu Bukrin (Velykyi Bukryn) trong suốt tháng 9 và tháng 10 năm 1943 nên thống chế Erich von Manstein bố trí phần lớn các sư đoàn xe tăng hai bên khu vực này, phía Tây Bắc Bukrin có các quân đoàn xe tăng 24 và 48 của Tập đoàn quân xe tăng 4. Phía Đông Nam Bukrin có Quân đoàn xe tăng 3 với binh lực rất mạnh, tương đương với một tập đoàn quân xe tăng. Chỉ sau khi Phương diện quân Ukraina 1 công kích Kiev từ phía Bắc, các quân đoàn xe tăng 24 và 48 mới được rút khỏi đây. Trong khi đó, Quân đoàn xe tăng 3 (Đức) vẫn giữ nguyên vị trí do lo ngại Quân đội Liên Xô vẫn có thể dùng bàn đạp này để đột kích về phía Nam.
Dựa vào chướng ngại sông Dniepr rộng trung bình 400 m, riêng đoạn hồ chứa nước thủy điện Dniepr từ Novomoskovsk đến Zhaporozh có chỗ rộng đến hơn 1 km, Quân đội Đức Quốc xã xây dựng hai tuyến phòng thủ dọc theo bờ sông. Tuyến phòng thủ thứ nhất sâu từ 4 đến 6 km, có các hỏa điểm cảnh giới trên các triền đồi cao ngay sát bờ sông, chủ yếu gồm bộ binh và trinh sát cơ giới. Tuyến thứ hai sâu từ 10 đến 15 km, gồm chủ yếu là xe tăng, cơ giới và pháo tự hành. Phía sau các đơn vị này là các cụm pháo binh. Từ Cherkassy đến Zaporozh, quân Đức bố trí gần 100 cụm pháo các loại. Các thành phố ven sông như Cherkassy, Dnieprozherrzhinsk, Dniepropetrovsk, Zhaporozh và các thành phố trong hậu tuyến như Znamenka, Aleksandrya, Pyatikhatka, Krivoy Rog, Kirovograd đều được cấu trúc thành các khu vực phòng thủ vững chắc.. Quân Đức hy vọng sẽ đánh tiêu hao các binh đoàn Liên Xô trên các tuyến phòng ngự rồi sau đó, dùng sức mạnh của xe tăng dồn họ trở lại tả ngạn sông Dniepr.

## Diễn biến

### Đột kích vào Pyatikhatka
Sáng 15 tháng 10, pháo binh của các tập đoàn quân và các quân đoàn tuyến 1 đồng loạt nổ súng vào các tuyến phòng ngự của quân đội Đức Quốc xã. Từ căn cứ đầu cầu Kuznetsvka (Myshuryn Rig), các tập đoàn quân cận vệ 7, 37, 53 và 57 bắt đầu đột kích tuyến phòng thủ thứ nhất của Quân đoàn bộ binh 52 và Quân đoàn xe tăng 57 (Đức). 12 giờ cùng ngày, sau khi mở được các hành lang hẹp đi qua các bãi mìn của quân Đức, tướng I. S. Konev tung Tập đoàn quân xe tăng cận vệ 5 vào các cửa đột phá. Không quân Đức phản ứng rất mạnh bằng 270 phi vụ ném bom, bắn phá vào các đoàn xe tăng Liên Xô. Để yểm hộ cho các đơn vị mặt đất, tướng S. K. Goryunov tung ra 450 phi vụ vừa chặn kích, vừa bắn phá hậu tuyến của Quân đoàn xe tăng 57 (Đức). Đến 15 giờ cùng ngày, Tập đoàn quân 37 đã chọc được hai cửa mở tại tuyến phòng thủ thứ hai của Quân đoàn bộ binh 52 (Đức). Quân đoàn cơ giới cận vệ 5, Quân đoàn cơ giới 7 của tướng K. G. Trufanov và 2 lữ đoàn của Quân đoàn xe tăng cận vệ 18 được đưa vào cửa đột phá, đẩy nhanh tốc độ tấn công của Quân đội Liên Xô trên hướng Katerinovka.
Này 18 tháng 10, Tập đoàn quân cận vệ 5 tấn công trên hướng Aleksandrya đã cắt đứt con đường sắt nối Pyatikhatka với Aleksandrya. Cùng ngày, Tập đoàn quân 57 (Liên Xô) cũng cắt đứt tuyến đường sắt phía Đông Pyatikhatka ở Verkhovtseva, cô lập Pyatikhatka với Dniepropetrovsk và hướng đòn tấn công về phía Shorsk (Zhovtneve) cắt đứt nhánh đường sắt nối Krivoy Rog với Dniepropetrovsk. Ngày 20 tháng 10, Quân đoàn bộ binh 11 (Đức) tổ chức phản kích vào sườn phải Tập đoàn quân cận vệ 5 nhưng đã bị Trung đoàn pháo tự hành 123 của Tập đoàn quân này phối hợp với Tập đoàn quân 53 đẩy lui. Ngày 21 tháng 10, Tập đoàn quân 37 có Tập đoàn quân xe tăng cận vệ 1 đi cùng tiến dọc con đường sắt đi Krivoy Rog, đánh chiếm cứ điểm Annovka và phát triển theo hướng Krivoy Rog. Tướng Hans-Valentin Hube lệnh cho tướng Hans-Karl Freiherr von Esebeck tung cả ba sư đoàn xe tăng, cơ giới ra chặn Tập đoàn quân xe tăng cận vệ 5 và Tập đoàn quân 37 khi hai tập đoàn quân này chỉ còn cách Krivoy Rog 8 đến 10 km về phía Bắc. Ngày 23 tháng 10, Tập đoàn quân xe tăng cận vệ 5 đột phá về hướng Krivoy Rog nhưng không thành công. Tập đoàn quân 37 tiến công sau xe tăng cũng bị thiệt hại nặng. Cả hai tập đoàn quân phải lui về phía Nam Annovka và tổ chức phòng thủ cứng rắn.
Trên cánh phải, ngày 22 tháng 10, Quân đoàn xe tăng 47 (Đức) được rút từ Chigirin về đã tổ chức phản kích vào Tập đoàn quân 57 (Liên Xô) lúc này đã tấn công theo hướng Vershino Kamenka, buộc Tập đoàn quân này phải lùi về bên kia sông Ilgunka. Tướng I. S. Konev phải bố trí lại các đơn vị để tiếp tục tấn công. Từ ngày 24 đến ngày 30 tháng 10, Tập đoàn quân cận vệ 7 được điều từ cánh trái sang cánh phải, cùng với Tập đoàn quân cận vệ 5 và Tập đoàn quân 57 chuẩn bị hướng đòn tấn công về Kirovograd.

### Giải phóng Dniepropetrovsk
Phương diện quân Ukraina 3 bước vào chiến dịch chậm hơn Phương diện quân Ukraina 2 gần nửa tháng vì phải chuyển Tập đoàn quân cận vệ 8 từ Zhaporozh lên Voiskoye trong điều kiện gần như không có đường sá. Ở phía Bắc Dniepropetrovskoye, Quân đoàn bộ binh 30 (Đức) phản kích quyết liệt vào các trung đoàn bộ binh 34, 39 và 42 của Tập đoàn quân 46 tại khu vực bàn đạp Auly nhằm đẩy quân đội Liên Xô trở lại bên kia sông Dniepr. Để kéo quân Đức lùi lại, giảm bớt sức ép lên căn cứ bàn đạp Auly, tướng R. Ya. Malinovsky quyết định tung Quân đoàn bộ binh cận vệ 6 của Tập đoàn quân cận vệ 1 vượt sông Dniepr tấn công vào chính diện Dniepropetrovsk ngày 20 tháng 10. Đòn đánh vỗ mặt của Tập đoàn quân cận vệ 1 không thể đánh chiếm được thành phố nhưng đã tạo điều kiện cho Tập đoàn quân 46 đổ bộ thêm Quân đoàn bộ binh 34 và Quân đoàn xe tăng cận vệ 4 sang căn cứ đầu cầu Auly. Đến ngày 22 tháng 10, khi Tập đoàn quân cận vệ 8, Quân đoàn xe tăng 18 (từ Tập đoàn quân cận vệ 1 đến phối thuộc) và Lữ đoàn xe tăng 11 đã tập kết ở căn cứ bàn đạp Voiskoye thì số phận của Dniepropetrovsk đã được định đoạt.
Ngày 23 tháng 10, Tập đoàn quân 46 có Quân đoàn xe tăng cận vệ 4 mở đường đã đột kích vào Krinichky. Từ phía Nam, Tập đoàn quân cận vệ 8 có Quân đoàn xe tăng 18 đi đầu phát động tấn công vào Solenoye (Solone). Để tránh thế bị hợp vây, tướng Maximilian Fretter-Pico buộc phải rút Quân đoàn bộ binh 30 dọc theo đường sắt Dniepropetrovsk - Apostolovo về Novo-Nikolayevka. Ngày 25 tháng 10, sau khi đánh chiếm Dniepropetrovsk, Tập đoàn quân cận vệ được rút ra khỏi chiến dịch để tăng viện cho hướng Kiev. Tốc độ tấn công của Phương diện quân Ukraina 3 chậm hẳn lại. Ngày 6 tháng 11, Tập đoàn quân 46 đánh chiếm Pavlovka; Quân đoàn xe tăng cận vệ 4 đánh chiếm Malo-Sofyevka cắt đứt con đường bộ nối Dniepropetrovsk với Krivoy Rog. Ngày 18 tháng 11, Tập đoàn quân cận vệ 8 mới vượt qua được Solenoye tiến xuống phía Nam.
Để thanh toán nguy cơ phía sau lưng, tướng Hans-Valentin Hube lệnh cho Quân đoàn xe tăng 40 và Quân đoàn bộ binh 17 bỏ tuyến phòng ngự trên sông Dniepr, quay lại phản kích. Quân đoàn xe tăng 40 chặn được Tập đoàn quân cận vệ 8 (Liên Xô) ở Mikhailovka, Quân đoàn bộ binh 17 giao chiến kịch liệt với Tập đoàn quân 46 (Liên Xô) trước cửa ngõ thị trấn Malo-Sofyevka. Lợi dụng thời cơ, Tập đoàn quân 6 (Liên Xô) sau khi hoán đổi vị trí với Tập đoàn quân cận vệ 8 đã vượt sông Dniepr ở phía Nam Zhaporozh đánh vào sau lưng hai quân đoàn Đức đang phản kích trên tuyến Malo-Sofyevka - Mikhailovka, buộc các quân đoàn này phải rút lui sâu hơn về phía Nam.
Đòn bổ trợ của Tập đoàn quân 6 (Liên Xô) đã tạo điều kiện cho các Tập đoàn quân cận vệ 8 và 46 tiếp tục tấn công. Ngày 20 tháng 12, Quân đoàn xe tăng cận vệ 4 đánh chiếm thị trấn Novo-Nikolayevka và chỉ còn cách Sở chỉ huy Tập đoàn quân xe tăng 1 (Đức) chưa đầy 50 km nhưng quân Đức đã phá hủy cây cầu đường sắt bắc qua sông Bazanluk nên buộc phải dừng lại. Tập đoàn quân cận vệ 8 cũng phải dừng lại ở phía Nam thị trấn Chumaky 12 km. Bên trái họ, Tập đoàn quân 6 cũng phải lập trận địa phòng ngự ở phía Bắc Marganets.

### Đánh chiếm Znamenka, Cherkassy
Hoàn toàn yên tâm do sườn trái của Phương diện quân 2 đã được Phương diện quân Ukraina 3 bảo đảm, tướng I. S. Konev điều động binh lực chuẩn bị cho giai đoạn 2 của chiến dịch trên hướng Znamenka - Cherkassy. Để lại Tập đoàn quân 37 giữ thung lũng Ingulets, chặn con đường sắt Krivoy Rog - Piatikhatka và Tập đoàn quân 57 phòng ngự trên tả ngạn sông Ingulets, Phương diện quân Ukraina 2 rút Tập đoàn quân cận vệ 7 và Tập đoàn quân xe tăng cận vệ 5 sang hướng Tây. Tập đoàn quân xe tăng 5 sẽ tấn công cùng với Tập đoàn quân 53. Còn Tập đoàn quân cận vệ 7 sẽ được chêm vào giữa Tập đoàn quân 57 và Tập đoàn quân cận vệ 5. Cuộc điều quân buộc Phương diện quân phải dừng tấn công khoảng 10 ngày. I. V. Stalin phê chuẩn toàn bộ kế hoạch này và tăng viện thêm 100 xe tăng để bù vào 150 chiếc đã bị quân Đức phá hủy trong các trận đánh gần Krivoy Rog.
Trong thời gian chuẩn bị giai đoạn 2, ngày 23 tháng 11, Tập đoàn quân 52 của tướng K. A. Koroteev bắt đầu vượt sông tiến về Cherkassy. Được sự giúp đỡ của đội du kích Irdyn, Tập đoàn quân đã giải phóng Cherkassy ngày 25 tháng 11 và đến ngày 29 tháng 11 đã giao chiến với chủ lực Quân đoàn xe tăng 3 (Đức) trước của ngõ đầu mối giao thông đường sắt Smela, mở ra một đầu cầu rộng 60 km, sâu 30 km từ Irdyn qua Smela đến Dumantsy.
Ngày 24 tháng 11, các tập đoàn quân 53, cận vệ 5, cận vệ 7 và xe tăng cận vệ 5 đồng loạt phát động tấn công sang phía Tây. Tướng Friedrich Schulz điều Sư đoàn xe tăng 6 sang phía Đông tăng cường cho Sư đoàn xe tăng 11 phản kích. Cụm quân xe tăng chủ lực gồm Sư đoàn xe tăng 11 và Sư đoàn xe tăng 6 đột kích vào Novo Praga (Nova Praha) để chặn đường tấn công của Tập đoàn quân cận vệ 7 và Tập đoàn quân cận vệ 5. Tuy nhiên, với 190 xe tăng T-34, 65 xe tăng T-70 và 29 pháo tự hành SU-122, Tập đoàn quân xe tăng cận vệ 5 đã mở đường cho Tập đoàn quân 53 tiến nhanh hơn kế hoạch. Chỉ trong 2 ngày tấn công, ngày 26 tháng 11, Tập đoàn quân xe tăng cận vệ 5 đã tiến xa hơn 100 km, đánh chiếm Prononovka (???), cách Aleksandryevka 20 km về phía Tây Bắc. Tập đoàn quân 53 kéo mũi tấn công chủ yếu qua Pavlytsi, phối hợp với Tập đoàn quân cận vệ 4 khi đó đã vượt sông tại Novo Georgiyevsk (???) tiến sang Chigirin; đón gặp mũi tấn công sang phía Tây của Tập đoàn quân 52 lúc này đã vượt qua Dumantsy và phát triển dọc theo phía bắc hồ chứa nước trên sông Tyasmin.
Đòn đánh bọc hậu của Tập đoàn quân xe tăng cận vệ 5 và Tập đoàn quân 53 không những đã buộc các sư đoàn xe tăng 6 và 11 (Đức) phải dừng cuộc phản kích vào Novo-Praga mà còn đánh chiếm thêm hai thành phố quan trọng là Aleksandryevka và Znamenka. Sau khi phát triển đến Vershino-Kamenka, Tập đoàn quân xe tăng cận vệ 5 đã cắt đứt tuyến đường sắt duy nhất nối Kirovograd với Krivoy Rog. Các tập đoàn quân cận vệ 5 và 53 cũng tiến sang phía Tây con đường sắt này, uy hiếp Kirovograd. Tập đoàn quân cận vệ 7 cũng tiến đến Mitrofanovka.
Ngày 25 tháng 12, Tập đoàn quân xe tăng cận vệ 5 mở mũi đột kích từ Vershino-Kamenka hướng về Ingulo-Kamenka. Tướng Otto Wöhler điều Sư đoàn xe tăng 9 tăng cường và Sư đoàn xe tăng 10 mới chuyển đến từ Pháp tiến từ Dolinskaya ra chặn kích, buộc Quân đoàn xe tăng cận vệ 18 phải lùi lại Vershino-Kamenka. Ở phía Bắc, các sư đoàn bộ binh 57, 72, 106 và 320 (Đức) có sư đoàn xe tăng 11 đi cùng cố gắng phản kích giành lại đoạn đường sắt Elizavetgradka nhưng đều bị Tập đoàn quân cận vệ 4 và Tập đoàn quân 53 (Liên Xô) đẩy lùi. Ngày 26 tháng 12 năm 1943, chiến dịch kết thúc.

## Kết quả và ảnh hưởng

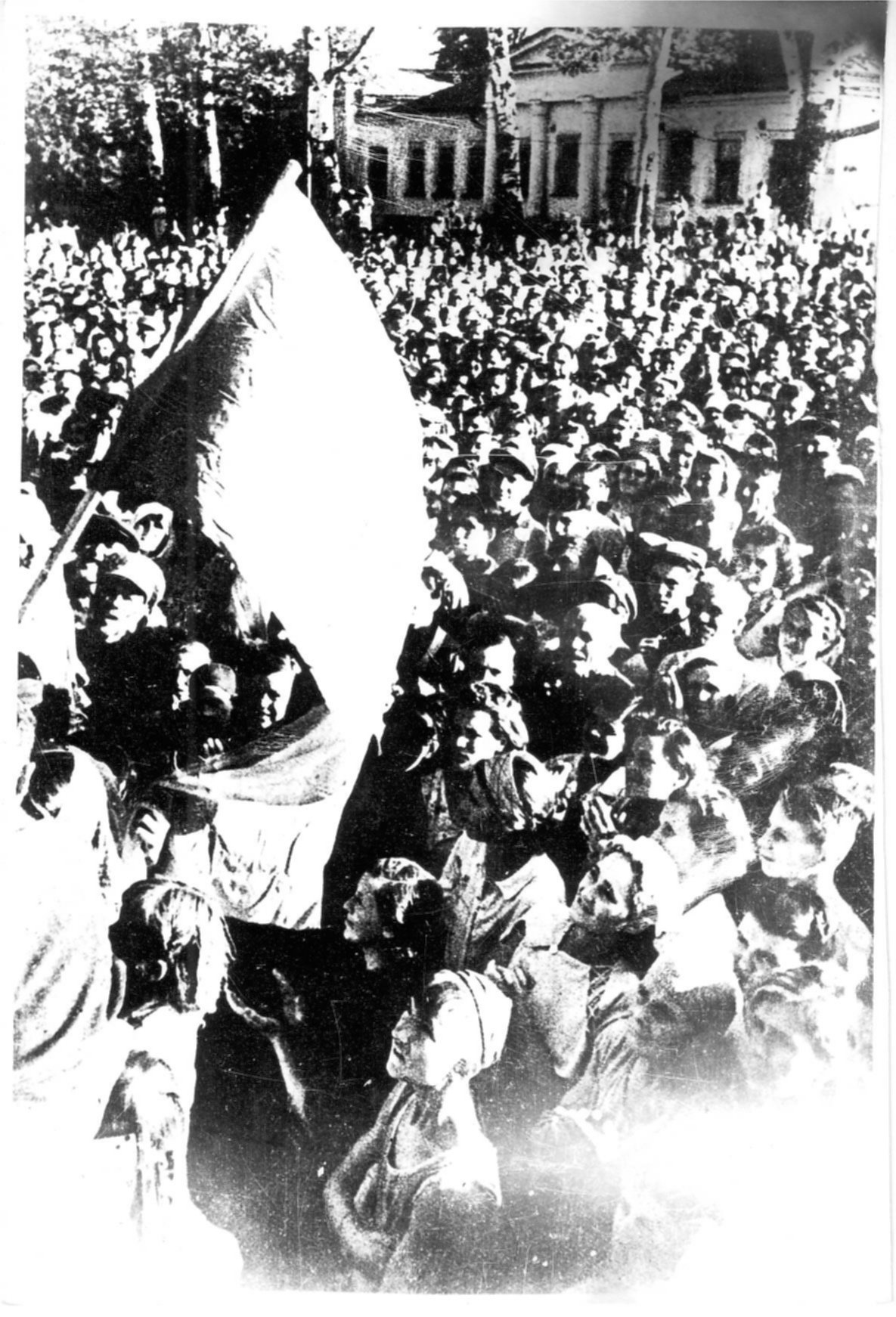
Nhân dân địa phương mít tinh chào mừng quân đội Liên Xô giải phóng thành phố Taganrog

Sau hơn 2 tháng, chiến dịch Znamenka-Krivoy Rog được coi là thành công, ít nhất đối với Phương diện quân Ukraina 3. Tuy nhiên, đối với Phương diện quân Ukraina 2, họ chỉ thành công một nửa. Hai mục tiêu chiến lược là Kirovograd và Krivoy Rog vẫn nằm trong tay Tập đoàn quân 8 và Tập đoàn quân xe tăng 1 (Đức). Mặc dù chiếm dược một vùng rộng lớn dài đến 350 km và sâu từ 30 đến 100 km trên hữu ngạn sông Dniepr nhưng thiệt hại của Quân đội Liên Xô là không nhỏ. Thống chế Erich von Manstein được cấp dưới báo cáo rằng Quân đội Liên Xô đã thiệt hại khoảng 15.000 người chết và bị thương, 350 xe tăng và cũng khoảng 350 khẩu pháo bị phá hủy. Tướng I. S. Konev không đánh giá thiệt hại nhưng tướng P. A. Rosmitrov thừa nhận đã mất khoảng 150 xe tăng và pháo tự hành.
Tuy phải quân đội Liên Xô phải tạm dừng chiến dịch để bố trí thế trận cho các cuộc tấn công mùa xuân năm 1944 nhưng thời gian tạm dừng không kéo dài. Chỉ 10 ngày sau, các tập đoàn quân của tướng I. S. Konev lại tiếp tục tiến chiếm Kirovograd và đến cuối tháng 2 năm 1944, Krivoy Rog đã nằm trong tay các phương diện quân Ukraina 3 và 4. Việc chiếm được một đầu cầu lớn ở phía hữu ngạn trung lưu sông Dniepr có ý nghĩa đặc biệt quan trọng đến thế trận của Quân đội Liên Xô ở Hữu ngạn Ukraina. Hai khu vực đầu cầu lớn ở Kiev và Piatikhatka-Znamenka cho phép quân đội Liên Xô tập trung tại đây những lực lượng còn lớn hơn lực lượng đã tham gia Chiến dịch tả ngạn Dniepr để từ tháng 1 đến giữa tháng 4, họ liên tiếp mở 8 chiến dịch lớn trong chuỗi chiến dịch Hữu ngạn Ukraina, đuổi quân đội Đức Quốc xã cùng các đồng minh của họ về phía bên kia biên giới Liên Xô và bắt tay vào công cuộc giải phóng Đông Âu khỏi ách phát xít Đức.